# Bruce Devaux
Pour les articles homonymes, voir Devaux.

a Compétitions nationales et continentales officielles uniquement.

Dernière mise à jour le 29 mars 2025.
Bruce Devaux, né le 14 novembre 1996 à Toulon (Var), est un joueur français de rugby à XV jouant au poste de pilier gauche à l'USA Perpignan depuis 2024.

## Biographie

### Jeunesse et formation
Né à Toulon, Bruce Devaux commence le sport en pratiquant le judo, avant de commencer à jouer au rugby quand il rejoint le RC Toulon à l'âge de 9 ans,. Il y signe son premier contrat professionnel en 2019 à 22 ans. Il s'engage pour quatre saison, donc jusqu'en 2023,. Durant ces années de formation à Toulon, Bruce Devaux est champion de France avec les crabos et les espoirs.

### Débuts au RC Toulon (2019-2024)
Bruce Devaux fait ses débuts professionnels en janvier 2019 face à Newcastle en Coupe d'Europe. Il joue son premier match de Top 14 deux semaines plus tard face au Stade français. Le 3 mars 2019, il marque son premier essai face à l'USAP, à l'occasion de la 18e journée de Top 14.
Durant ses premières saisons au RCT, il est le plus souvent remplaçant, lorsqu'il est convoqué pour jouer les matchs, et ne joue que quelques fins de match. En fin de saison 2019-2020, son club, le RC Toulon accède à la finale du Challenge européen. Bruce Devaux n'est pas sur la feuille de match et ne participe donc pas à cette finale, finalement perdue 32-19 par le RCT contre les Bristol Bears.
Avec l'arrivée de Franck Azéma au poste d'entraîneur en 2021, il commence à gagner du temps de jeu et à enchaîner les matchs à partir de la saison 2020-2021. De même la saison suivante en 2021-2022, il participe à dix sept rencontres de Top 14, dont sept titularisation et deux matchs de Challenge européen, dont la finale, de nouveau perdue par les Toulonnais face à Lyon, sur le score de 30 à 12,. Dans ce match, Bruce Devaux entre en jeu à la 54e et remplace Jean-Baptiste Gros. À l'issue de cette saison, en juin 2022, il prolonge son contrat de deux années supplémentaire, soit jusqu'en 2024.

### Transfert à l'USAP (depuis 2024)
En fin de contrat, Bruce Devaux quitte sa ville natale et son club formateur après plus de cent matchs joués avec celui-ci. Il rejoint alors la Catalogne et s'engage avec l'USA Perpignan à partir de la saison 2024-2025. Après seulement deux matchs joués en septembre 2024 avec sa nouvelle équipe, il se blesse à un pectoral, l'empêchant de jouer jusqu'à fin décembre 2024,. 

## Palmarès
- RC Toulon
  - Vainqueur du Championnat de France crabos
  - Vainqueur du Championnat de France espoirs en 2019[1]
  - Finaliste du Challenge européen en 2022